# 浜田亜理沙
浜田 亜理沙（はまだ ありさ、1988年3月19日 - ）は、広島県出身で埼玉県在住の競艇選手。広島修道大学卒業。
登録番号4546。身長161cm。血液型B型。104期。埼玉支部所属。同期に坪口竜也、庄司樹良々、竹井奈美らがいる。
デビュー時は広島支部所属だったが、後に同期競艇選手の中田竜太と結婚した際に埼玉支部に転籍している。

## 来歴
- やまと競艇学校時代、リーグ戦勝率4.71（準優出3　優出2）の成績を残した。
- 2009年5月12日、宮島競艇場でデビュー（4着）。
- 2009年9月4日、常滑競艇場での「BP名古屋開設3周年記念競走」初日1Rで初勝利（41走目）。
- 2011年9月1日、下関競艇場での「日本財団会長杯スマイルカップレース オール女子戦」で初優出（5着）。
- 2012年2月24日、児島競艇場での「女子リーグ第3戦」優勝戦12Rで5号艇5コースから捲り差しで初優勝を飾る。
- 2012年7月31日、若松競艇場でのG1「第26回女子王座決定戦競走」にG1初出場。
- 2023年12月31日、多摩川競艇場でのＧ1「第12回クイーンズクライマックス」優勝戦12R。1号艇からイン逃げを決め、G1初優出で初制覇[2]。
- 2025年5月18日、常滑競艇場でのＧ1「第10回レディースオールスター競走」優勝戦12R。1号艇から逃げを決め、1年5ヶ月ぶりのG1　2勝目。[3]